# بنجامين أوسغود بيرس
بنجامين أوسغود بيرس (بالإنجليزية: Benjamin Osgood Peirce)‏ هو رياضياتي أمريكي، ولد في 11 فبراير 1854 في بيفرلي في الولايات المتحدة، وتوفي في 14 يناير 1914 في كامبريدج في الولايات المتحدة.